# جف کارتر
جف کارتر (انگلیسی: Jeff Carter؛ زادهٔ ۱ ژانویهٔ ۱۹۸۵) بازیکن هاکی روی یخ اهل کانادا است.
وی همچنین برندهٔ جوایزی همچون جام استنلی شده‌است.
از باشگاه‌هایی که در آن بازی کرده‌است می‌توان به فیلادلفیا فلایرز اشاره کرد.